# IRAM
iRAM, i-RAM – karta rozszerzeń wprowadzona przez tajwańskie przedsiębiorstwo Gigabyte w roku 2005. Karta ta pełni funkcje dysku twardego.
Za przechowywanie danych odpowiada pamięć RAM. Dane zapisane w pamięci mogą być przetrzymywane do 16 godzin po wyłączeniu komputera dzięki własnemu zasilaniu z akumulatora. W pierwszej wersji urządzenia po upływie tego czasu dane są bezpowrotnie tracone. W drugiej wersji do urządzenia dodano złącze karty CompactFlash, na której może być zapamiętana zawartość pamięci RAM. Według obliczeń przedsiębiorstwa Gigabyte, system Windows XP uruchamia się 13 razy szybciej niżeli to ma miejsce przy konwencjonalnym rozwiązaniu. Karta iRam umożliwia bardzo szybki dostęp do pamięci. Dane mogą być pobierane z nich do 60% szybciej niż z normalnego dysku twardego.
Karta ta może być wyposażona maksymalnie w 4 GB pamięci DRAM (4 × 1GB). Umieszczana jest w zwykłym slocie PCI (to sposób na dostarczanie jej energii), natomiast transfer danych jest realizowany za pomocą interfejsu Serial ATA.